# Kometa Kohoutka
Kometa Kohoutka lub C/1973 E1 – kometa najprawdopodobniej jednopojawieniowa, odkryta w 1973 roku.

## Odkrycie komety
Została ona odkryta przez czeskiego astronoma Luboša Kohoutka na kliszy fotograficznej, którą naświetlono 7 marca 1973 roku za pomocą teleskopu w hamburskim obserwatorium. W chwili odkrycia znajdowała się w odległości około 4 jednostek astronomicznych.

## Orbita komety i właściwości fizyczne
Kometa Kohoutka porusza się po orbicie w kształcie zbliżonym do hiperboli o mimośrodzie 1,000008. Peryhelium jej znajdowało się w odległości 0,142 j.a. od Słońca, nachylenie jej orbity do ekliptyki wynosi 14,3˚.
Peryhelium minęła w dniu 26 grudnia 1973 roku. W tym czasie uzyskała największą jasność. Niestety, jej wygląd mogli podziwiać tylko astronauci z pokładu Skylaba 3. Kometa świeciła tak jasno jak Jowisz, ale z Ziemi nie można było jej obserwować z uwagi na bliskie sąsiedztwo Słońca. Pojawiła się dopiero w pierwszych dniach stycznia 1974 roku, lecz wtedy jej blask zaczął szybko maleć i obserwacje można było prowadzić za pomocą lunet.
Kometa rozwinęła dobrze widoczny warkocz, jej koma także prezentowała się okazale.

## W kulturze masowej
- W 1973 roku zespół Kraftwerk wydał singiel zatytułowany "Kohoutek-Kommetenmelodie"[2] na cześć odkrycia Kohoutka. Później w zmodyfikowanej wersji trafił na album Autobahn pod tytułem "Kommetenmelodie".